# Kavač
Kavač (cyr. Кавач) – wieś w Czarnogórze, w gminie Kotor. W 2011 roku liczyła 678 mieszkańców.